# Герб Лозової
Герб Лозово́ї — офіційний геральдичний символ міста Лозової, районного центру Харківської області, затверджений рішенням міської ради від 30 червня 2009 року № 1019.
Автори символіки міста — співробітник Лозівського краєзнавчого музею В. Харченко та член Українського геральдичного товариства О. Лісниченко.

## Опис
Герб розміщений на геральдичному щиті, що закруглений знизу (іспанський). Щит поділений по діагоналі на дві частини. Верхня ліва частина — малинового кольору, на якій розміщена золота гілка лози, що пояснює походження назви міста. Права нижня частина — зеленого кольору, на якій зображені чотири перехрещені срібні стріли, що пояснюють історичну особливість міста, яке розміщено на перехресті чотирьох важливих шляхів.
Щит покладено на картуш у стилі українського бароко. Зверху герб увінчаний срібною мурованою короною — ознакою статусу міста. Поза щитом — перехрещені молоток та розвідний ключ, як символи промислової індустрії та залізниці — провідних галузей нашого міста. Молоток та ключ обрамлені стрічкою малинового та зеленого кольорів. Внизу на стрічці — надпис золотим кольором «ЛОЗОВА».
Малиновий — колір козацьких стягів (нинішня територія міста входила до Орільської козацької паланки Війська Запорізького), зелений колір — колір герба Харківської області, у геральдиці символізує достаток, родючість, волю, мир.